# Johann Pachelbel
Johann Christoph Pachelbel njem.: [ˈpaxɛlbl̩ ], (Nürnberg, 1. rujna 1653. ↓bilj1 - Nürnberg, 9. ožujka 1706. ↓bilj), njemački skladatelj i orguljaš, utjecajni skladatelj protestantske liturgijske glazbe.

## Životopis
Prvu poduku u glazbi dobio je od privatnih učitelja (Heinrich Schwemmer, G. C. Wecker, Kaspar Prentz i dr.). Isprva dvorski orguljaš u Eisenachu (1677. – 1678.), karijeru je nastavio kao orguljaš u protestantskoj crkvi u Erfurtu (1678. – 1690.), na dvoru u Württembergu (1690. – 1692.) te u crkvama u Gothi (1692. – 1695.) i Nürnbergu (1695. – 1706.).

## Djelo
Plodan skladatelj pretežno protestantske liturgijske glazbe, Pachelbel je pisao glazbu za orgulje, čembalo i komorne ansamble te različite pjevačke oblike. Za glazbala s tipkama skladao je orguljske korale, fuge, neliturgijske skladbe (tokate, preludije, ricercare, fantazije, chaconne i dr.), koralne varijacije i suite, a u mediju vokalne glazbe arije, motete, mise, tzv. svete koncerte i večernje.
Bitna je značajka njegovih skladba tehnička virtuoznost ostvarena kontrapunktiranjem i variranjem na temelju cantus firmusa.
Pachelbela se za života, ali i poslije, smatralo jednim od najvećih i najnaprednijih njemačkih glazbenika, pripadnika naraštaja koji su prethodili J. S. Bachu i G. F. Händelu, koji je znatno pridonio izgradnji stila njemačkog glazbenoga baroka punoga retoričkih i opisnih figura. Danas je široko poznat po svojem kanonu za tri violine i continuo (Pachelbelov kanon).